# Onkamaanjärvi
Onkamaanjärvi är en sjö i Finland. Den ligger i kommunen Fredrikshamn i landskapet Kymmenedalen, i den södra delen av landet, 140 km öster om huvudstaden Helsingfors. Onkamaanjärvi ligger 26,6 meter över havet. I omgivningarna runt Onkamaanjärvi växer i huvudsak blandskog. Arean är 1,45 kvadratkilometer och strandlinjen är 16,63 kilometer lång. Sjön  ingår i Virojokis huvudavrinningsområde. 